# Olympique Lyonnais 1990-1991
Questa voce raccoglie le informazioni riguardanti l'Olympique Lyonnais nelle competizioni ufficiali della stagione 1990-1991.

## Stagione
Per tutta la durata del campionato l'Olympique Lione lottò per conquistare l'ultimo posto valido per l'ingresso in zona UEFA; pur avendo raggiunto all'ultima giornata il quarto posto alla pari con il Cannes, una peggior differenza reti nei confronti degli avversari impedì ai Gones di qualificarsi per la terza competizione continentale.
In Coppa di Francia i Gones uscirono al primo turno per mano del club di seconda divisione dell'Angers; la successiva qualificazione alla finale del torneo da parte dell'Olympique Marsiglia già in Champions League e del Monaco secondo in classifica permise infine all'Olympique Lione di essere ripescato in zona UEFA e di rientrare nel palcoscenico europeo dopo sedici anni di assenza.

## Maglie e sponsor
Lo sponsor tecnico per la stagione 1990-1991 è Duarig, mentre gli sponsor ufficiali sono Candia e Giraudy. Venne ripristinato il bianco come colore dominante delle divise, mantenendo però invariata la trama a "V" sul petto della maglia, divenuta rossa e blu.
| Manica sinistra · Maglietta · Maglietta · Manica destra · Pantaloncini · Calzettoni |

## Rosa
| N. |                    | Ruolo | Calciatore           |
| -- | ------------------ | ----- | -------------------- |
|    | Francia (bandiera) | P     | Christophe Breton    |
|    | Francia (bandiera) | P     | Gilles Rousset       |
|    | Francia (bandiera) | D     | Alexandre Bès        |
|    | Ciad (bandiera)    | D     | Romarin Billong      |
|    | Francia (bandiera) | D     | Mario Corian         |
|    | Francia (bandiera) | D     | Pascal Fugier        |
|    | Francia (bandiera) | D     | Jean-Marc Knapp      |
|    | Francia (bandiera) | D     | Laurent Lassagne     |
|    | Francia (bandiera) | D     | Bruno N'Gotty        |
|    | Francia (bandiera) | D     | Eric Taborda         |
|    | Marocco (bandiera) | C     | Abdelaziz Bouderbala |
|    | Francia (bandiera) | C     | Pierre Chavrondier   |

| N. |                       | Ruolo | Calciatore       |
| -- | --------------------- | ----- | ---------------- |
|    | Francia (bandiera)    | C     | Jacky Colin      |
|    | Francia (bandiera)    | C     | Laurent Debrosse |
|    | Francia (bandiera)    | C     | Sylvain Deplace  |
|    | Francia (bandiera)    | C     | Olivier Ferez    |
|    | Francia (bandiera)    | C     | Rémi Garde       |
|    | Francia (bandiera)    | C     | Bruno Génésio    |
|    | Francia (bandiera)    | C     | Stéphane Roche   |
|    | Francia (bandiera)    | A     | Alain Baré       |
|    | Algeria (bandiera)    | A     | Ali Bouafia      |
|    | Jugoslavia (bandiera) | A     | Miloš Bursać     |
|    | Paraguay (bandiera)   | A     | Roberto Cabañas  |
|    | Francia (bandiera)    | A     | Guillaume Masson |